# Lake View, Texas
Lake View là một nơi ấn định cho điều tra dân số (CDP) thuộc quận Val Verde, tiểu bang Texas, Hoa Kỳ. Năm 2010, dân số của nơi này là 199 người.